# Frantz (film)
Frantz je německo-francouzský hraný film z roku 2016, který napsal a režíroval François Ozon. Jedná se o adaptaci divadelní hry L'homme que j'ai tué Maurice Rostanda. Snímek měl světovou premiéru na filmovém festivalu v Benátkách dne 3. září 2016.

## Děj
V německém Quedlinburgu roku 1919 mladá Anna truchlí nad smrtí svého snoubence Frantze Hoffmeistera, který padl v první světové válce. Jde položit květiny na jeho hrob, kde zjistí, že květiny donesl i Adrien, mladý Francouz. Adrien jde do domu Frantzových rodičů, doktora Hanse a Magdy Hoffmeisterových, a snaží se s Hansem promluvit, ale když se Hans dozví, že Adrien je Francouz, odmítne s ním mluvit.
Anna mezitím odmítá návrhy staršího nápadníka Kreutze, nemůže zapomenout na Frantze. Anna pozve Adriena do domu Hoffmeisterů, kterým řekne, že Adrien nosí květiny na Frantzův hrob. Adrien jim vypráví, že on a Frantz se před válkou poznali jako studenti v Paříži. Vypráví o jejich posledním společném dni, kdy navštívili Louvre. Anna vezme Adriena na místa, kam spolu s Frantzem chodili.
Adrien už nedokáže dál lhát a přiznává Anně, že Frantze před válkou neznal. Ve skutečnosti se setkali jako nepřátelští vojáci na bitevním poli, tváří v tvář v zákopech, kde Adrien zabil Frantze. Frantz byl pacifista a jeho zbraň nebyla nabitá. Adrien u něj našel poslední Frantzův dopis Anně a zasažen pocitem viny se rozhodl odjet do Německa požádat o odpuštění. Adrien se vrací do Paříže a Anna upadá opět do zoufalství. Neodpovídá na Adrienovy dopisy. Když se Anna později rozhodne znovu kontaktovat Adriena, její dopis se vrátí jako nedoručitelný.
Magda Hoffmeisterová ji povzbudí, aby za ním jela do Paříže. Anna nakonec najde Adriena u jeho matky a odpustí mu. Také ale zjistí, že se Adrien chystá vstoupit do dohodnutého manželství s kamarádkou z dětství Fanny. Anna si uvědomí, že románek, který si představovala, že se mezi ní a Adrienem rozvine, byl jen v její hlavě. Jediné, co od ní chtěl, bylo odpuštění. Na nádraží políbí Adriena na rozloučenou a odejde. Pokračuje v psaní Hoffmeisterovým, jako by teď byli s Adrienem spolu. Ve skutečnosti si žije svůj vlastní život v Paříži, po Frantzově smrti konečně začala znovu žít, jak to Frantz psal ve svém posledním dopise.

## Obsazení
| Paula Beer            | Anna                    |
| Pierre Niney          | Adrien Rivoire          |
| Ernst Stötzner        | doktor Hans Hoffmeister |
| Marie Gruber          | Magda Hoffmeister       |
| Cyrielle Clair        | matka Adriena           |
| Johann von Bülow      | Kreutz                  |
| Alice de Lencquesaing | Fanny                   |
| Anton von Lucke       | Frantz                  |

## Ocenění
- Filmový festival v Benátkách: Cena Marcella Mastroianniho pro nejslibnější herečku (Paula Beer)
- César: nejlepší kamera (Pascal Marti), nominace v kategoriích nejlepší film, nejlepší režie (François Ozon), nejlepší herec (Pierre Niney), nejslibnější herečka (Paula Beer), nejlepší adaptace (François Ozon), nejlepší výprava (Michel Barthélémy), nejlepší kostýmy (Pascaline Chavanne), nejlepší střih (Laure Gardette), nejlepší zvuk (Martin Boissau, Benoît Gargonne a Jean-Paul Hurier), nejlepší filmová hudba (Philippe Rombi)
- Cena Masque et la Plume: nejlepší francouzský film roku 2016